# 北原武夫
北原 武夫（きたはら たけお、1907年2月28日 - 1973年9月29日）は、日本の小説家。

## 来歴
神奈川県小田原市の医家に生まれる。神奈川県立小田原中学校（現：神奈川県立小田原高等学校）を経て、家業を継ぐべく旧制新潟高等学校理科に入学するが父に反抗して中退し、慶應義塾大学予科に入学。慶應義塾大学文学部仏文科に進むが国文科に転じ、1932年に卒業。在学中に、井上友一郎、田村泰次郎らの同人誌『桜』に参加。
都新聞社に入社。横浜支局に勤務。1934年、都新聞社本社に転勤。この間、1933年に宇野千代と知り合う。1936年、宇野千代と共に日本最初のファッション雑誌『スタイル』を創刊。1938年、『妻』を発表して芥川賞候補となり文壇にデビュー。1939年、吉屋信子および藤田嗣治の媒酌により宇野千代と結婚。1964年、北原から申し出て離婚。この離婚は話題を呼び、1965年8月号の婦人倶楽部では「宇野千代さんと別れた北原武夫氏の告白」として特集記事が組まれた。同年10月、交際していた女優の公卿敬子と再婚。
1973年9月29日、糖尿病による腎不全のため慶應義塾大学病院で死去。戒名は光芸院武誉碩文居士。

## 人物
- 通俗的な心理小説で人気を博した。門人に佐藤愛子や川上宗薫がいる。
- 関連資料が小田原文学館に展示されている[4]。

## 著書
- 『妻』春陽堂 1939
- 『粧へる街』三和書房 1939
- 『文学と倫理』中央公論社 1940
- 『門』甲鳥書林 1941
- 『桜ホテル』スタイル社出版部 1941 のち新潮文庫
- 『創造する意志』中央公論社 1942
- 『ジヤワ従軍記 雨期来る』文体社 1943
- 『文学の宿命』実業之日本社 1947
- 『聖家族』中央公論社 1948
- 『青春の季節』文体社 1948
- 『炎断ち難し』酣灯社 1948
- 『天使』スタイル社出版部 1949
- 『燃える思春期』鱒書房(コバルト新書) 1956
- 『魔に憑かれて』宝文館 1957
- 『愛は抵抗する』東方社 1957
- 『告白的女性論』講談社 1958 のち旺文社文庫
- 『午後7時の慾望』清和書院 1958
- 『文学と映画と女性と』光書房 1959
- 『火の祈り』講談社 1959
- 『体当り女性論』正続 中央公論社 1959-1960
- 『マリヤ』講談社 1959
- 『おんな十二カ月』講談社 1961
- 『告白的男性論  男の裏側を語る』講談社 1961 のち旺文社文庫、レグルス文庫
- 『真昼の天使』講談社 1961
- 『誘惑者の手記』講談社 1963
- 『愛の檻』河出書房新社 1964
- 『薔薇色の門』講談社(ロマン・ブックス)1964
- 『わが悪女物語』サンケイ新聞出版局 1964
- 『処女無価値論』桃源社(ポピュラー・ブックス) 1965
- 『魔唇』日本文華社(文華新書)1965
- 『危険な日記』講談社 1965
- 『残酷な男』実業之日本社(ホリデー新書) 1966
- 『愛のもだえ』日本文華社(文華新書) 1966
- 『北原武夫現代シリーズ』全5 講談社 1966
- 『体験的女性論 誘惑的な女の愛と性の秘奥』日本文華社(文華新書) 1967
- 『ミモザ夫人』講談社 1967
- 『魔女の誘惑 わが告白的女性遍歴』日本文華社(文華新書) 1967
- 『恍惚への誘い』青春出版社(プレイブックス) 1967
- 『女・色見本帖』講談社 1967
- 『プレイ・ボーイ日記』講談社 1967
- 『砂に濡れた女』講談社(ロマン・ブックス) 1967
- 『悪女』講談社(ロマン・ブックス) 1967
- 『禁断の肌』光文社(カッパ・ノベルス) 1967
- 『情熱の階段』日本文華社(文華新書) 1968
- 『色事師』講談社 1968
- 『カンバスの中の女』講談社(ロマン・ブックス) 1968
- 『女ごころ』講談社(ロマン・ブックス) 1968
- 『幻の美女』講談社 1968
- 『悦楽の禁書 わが秘密を告白する』ベストセラーズ 1968
- 『悪女たちの饗宴 女の誘惑シリーズ』光文社(カッパ・ノベルス) 1969
- 『魔女日記』講談社 1969
- 『憂愁夫人』講談社 1969
- 『紫陽花の女』講談社 1969
- 『向日葵の女』講談社 1969
- 『花川戸助六』講談社 1970
- 『紋之丞色ざんげ ある歌舞伎役者の性的遍歴』講談社 1970
- 『ドンファン日誌』講談社 1970
- 『霧雨』講談社 1971
- 『黒水仙の夫人』講談社 1971
- 『パリは今日も雨降る』講談社 1972
- 『文学論集』正続 冬樹社 1972-1973
- 『情人』講談社 1972 のち文芸文庫
- 『美しい獣』講談社(ロマン・ブックス) 1973
- 『ティヴォリの情炎』講談社(ロマン・ブックス) 1973
- 『北原武夫文学全集』全5巻 講談社 1974-1975